# Międzyszkolny Klub Żeglarski „Mesa”

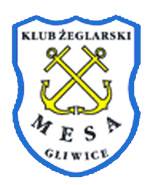
Godło MKŻ Mesa

Międzyszkolny Klub Żeglarski „Mesa” (MKŻ „Mesa”) – został powołany w roku 1995 przez żeglarzy środowiska gliwickiego.
Klub zrzeszony jest w Śląskim Okręgowym Związku Żeglarskim oraz Lidze Morskiej i Rzecznej. Siedziba MKŻ „Mesa” znajduje się przy ZSO nr 14 w Gliwicach. Ośrodek żeglarski „Mesa” znajduje się nad jeziorem Dzierżno Małe.
Celem klubu jest propagowanie sportów wodnych i wychowanie przez żeglarstwo.
Jego wychowankowie zdobywają tytuły mistrza w regatach klasy Omega. 
Zajmują również czołowe pozycje w regatach klasy DZ na jachcie „Słoń Morski”.

## Działalność
Działalność klubu prowadzona jest w trzech kierunkach: szkolenie żeglarskie, żeglarstwo śródlądowe i żeglarstwo morskie.
Każdego roku instruktorzy szkolą adeptów żeglarstwa. Organizowane są szkolenia na stopnie żeglarza oraz sternika jachtowego. Zajęcia praktyczne odbywają się na wodach miejscowych, na obozach żeglarskich oraz na wodach morskich. Członkowie klubu doświadczenie zdobywali również na szkoleniowych ORP, m.in. w 2002 uczestniczyli w rejsie na ORP Iskra.
Co dwa lata klub, pod komendą kpt. Andrzeja Beżańskiego organizuje rejs wykraczający poza Bałtyk. W roku 2002 żeglarze popłynęli jachtem „Polonia” na Islandię. Dwa lata później popłynęli „Syrenką” na Spitsbergen. Za ten rejs zostali nominowani do nagrody „Kolosy 2004”. W roku 2006 przepłynęli na „Warszawskiej Nike” cieśninę Pentland Firth. W roku 2009 klub planuje zdobyć Grenlandię.
Organizowane są również mniejsze rejsy szkoleniowe. M.in. do portów Szwecji, Danii oraz Niemiec w 2000 roku. W roku 2001 odwiedzono porty Danii i Holandii. W 2003 odbyły się rejsy na Bornholm oraz do Norwegii. W 2004 roku rozgrzewką przed ważną wyprawą na Spitsbergen był rejs na Bornholm. Roku 2005 przyniósł jedynie rejs do Kłajpedy, ponieważ załogę zastał na morzu Bałtyckim 52-godzinny sztorm. W 2007 roku miał miejsce wiosenny rejs szkoleniowy na Bornholm oraz do Szwecji. Również rok 2008 przyniósł rejs szkoleniowy po portach Bałtyku.
Klub odbywa rejsy znanymi, polskimi jednostkami, m.in.: SY „Barlovento II”, SY „Nitron”, SY „POLONIA”, SY „Dar Natury”, SY „Syrenka”, SY „Warszawska Nike”, SY „Gwarek”.

## Osiągnięcia
- 2007 Puchar za zajęcie pierwszego miejsca w regatach „O Błękitną Wstęgę Jeziora Dzierżno” w klasie jachtów dwumasztowych
- 2007 uzyskanie VI miejsca w VI Mistrzostwach Polski w klasie DZ odbywających się na Mazurach[5]
- 2006 przejście cieśniny Pentland Firth jachtem SY Warszawska Nike (typ Conrad 1420)
- 2006 zajęcie XVI miejsca w klasyfikacji generalnej w V Mistrzostwach Polski w klasie DZ
- 2005 udział w IV Mistrzostwach Polski w klasie DZ oraz uzyskanie XVII miejsca w klasyfikacji generalnej i II w regatach wioślarskich[6]
- Uzyskanie nominacji do finału szóstej edycji nagród Kolosy za rejs „Spitsbergen 2004” na jachcie SY Syrenka
- 2004 zajęcie XVIII miejsca w klasyfikacji generalnej oraz I miejsca w regatach wioślarskich w trakcie III Mistrzostw Polski w klasie DZ[7][8]
- 2003 zajęcie VI miejsca w klasyfikacji generalnej oraz II miejsca w regatach wioślarskich w trakcie II Mistrzostw Polski w klasie DZ (jako pierwsza załoga Śląska)
- 2002 zdobycie Islandii[9]
- 2001 zajęcie I miejsca w klasyfikacji generalnej mazurskich regat jachtów dwumasztowych „Niedźwiedzie Mięso”[10]